# John Woo
John Woo Yu-Sen (en xinès tradicional: 吳宇森; en xinès simplificat: 吴宇森; en pinyin: Wú Yǔsēn; Guangzhou, Xina, 1 de maig del 1946) és un director de cinema xinès.

## Biografia
A l'edat de cinc anys la seva família va haver de fugir a Hong Kong degut a la persecució religiosa que es va produir a la Xina en aquells anys. Allà la seva vida seria difícil, havent de viure en els suburbis, ja que el seu pare no podia treballar per una malaltia. El 1953 fins i tot van perdre la casa en un incendi, i només gràcies a la caritat van poder subsistir-hi. A més, durant aquesta època la violència i el crim despuntaven en els barris baixos, i tot això marcà la infància de Woo d'una manera determinant. Per fugir de la seva trist vida, Woo es refugiava en el cinema local, veient musicals com El màgic d'Oz, que encara avui és un dels seus favorits. El jove descobrí que la vida no només eren dificultats i violència, sinó que també podia ser bonica i especial.

## Trajectòria
El 1969, a l'edat de vint-i-tres anys, Woo aconseguí un treball com a supervisor de guions als estudis Cathay. Dos anys més tard començà a treballar com a assistent de director per als Saw Brothers, on el famós Chang Cheh el va agafar com el seu protegit. El 1974 dirigí la seva primera pel·lícula destacable: The Young Dragons, una pel·lícula de kung fu, coreografiada per Jackie Chan, amb trepidants escenes d'acció i jocs de càmeres. Alguns anys més tard trobaria l'èxit amb la comèdia Money Crazy (1977), juntament amb el còmic Ricky Hui. Durant la primera meitat dels anys 1980 John Woo va patir diversos fracassos de taquilla i s'autoexilià a Taiwan, semblava el final de la seva carrera, però un bon dia el director i productor Tsui Hark li proporcionaria els mitjans per a realitzar un esperat projecte anomenat A Better Tomorrow (1986), que narraria la història de dos germans, un policia i un criminal, en un ambient de thriller violent. Aquesta pel·lícula revolucionaria el concepte d'acció que fins aquell moment es tenia a Hong Kong, donant-li una gran càrrega dramàtica, espectaculars batalles a càmera lenta i un estil especial. Les ulleres de sol, la forma de rodar les escenes de trets... tot això seria inspiració per a cineastes d'acció d'arreu del món.
Havia nascut l'estil denominat Heroic Bloodshed, violents thrillers de policies i gàngsters, plens per una altra part d'honor i amistat, amb situacions dramàtiques que posarien a prova els protagonistes. També un altre nom en sobresortí en aquestes pel·lícules: Chow Yun-Fat, actor "fetitxe" de John Woo. La que potser seria la pel·lícula més famosa del gènere és The Killer (1989), sense oblidar altres produccions com Bullet in the Head (1990) o Once a Thief (1991).
John Woo acabaria un cicle en la seva carrera en mudar-se als Estats Units el 1993, però l'acomiadament de Hong Kong el feu especial, amb la pel·lícula Hard Boiled (1992), l'escena final de trets en un hospital de la qual triga més de 30 minuts ininterromputs. El 1993 Woo aterra als Estats Units, una nova terra i una nova cultura. El seu primer treball, i la seva primera decepció, fou Hard Target, juntament amb Jean Claude Van Damme. Si a Hong Kong havia tingut la llibertat artística i creativa, als Estats Units era obligat a complir un estricte pla de rodatge, havent d'amoïnar-se per ínfims detalls que fins aquell moment no havia donat cap importància. A més, la pel·lícula fou tremendament mutilada per part de l'estudi al muntatge per a "adequar-la al gust americà".
Passarien tres anys abans de la segona temptativa de Woo. Aquesta es produí juntament amb John Travolta i Christian Slater a la pel·lícula Broken Arrow (1996), una pel·lícula amb un bon pressupost. Woo tornà a trobar dificultats degut a les diferències d'estil entre ell i la productora, cosa que privà la pel·lícula de l'"estil Woo" que hagués estat desitjable.
Després de les seves agres experiències John Woo rebutjà el guió de Face off diverses vegades fins que es reescrigués al seu gust. Amb la Paramount oferint-li més llibertat, hi acceptà i Woo desenvolupà la història a la seva manera i produí una pel·lícula, estrenada el 1997, que agradà a la crítica i al públic i fou un èxit en taquilla, per a molts, la seva millor pel·lícula americana, i que obrí el camí a altres directors asiàtics envers Hollywood.
En aquests anys John Woo ens ha deixat pel·lícules com Missió: Impossible II (2000), Windtalkers (2002) o Paycheck (2003). Mentre que Missió: Impossible II fou tot un èxit, les seves altres pel·lícules han estat pobres en taquilla i no massa ben rebudes per la crítica.
Entre els seus últims projectes es troben el videojoc Stranglehold, en el qual ell en realitzà el guió i la història, i la possible adaptació de diverses novel·les de suspens franceses juntament amb Alain Dellon. A més, John Woo tornà a Hong Kong, juntament amb Chow Yun-Fat per gravar el seu projecte més esperat: El penya-segat vermell, basada en un èpic relat procedent de Romance of the Three Kingdoms, de Luo Guanzhong.

## Filmografia
- Fist to Fist  (1973)
- Hand of Death (1976)
- A Better Tomorrow (1986)
- Honor, plom i sang (1987)
- The killer  (1989)
- Bullet in the Head  (1990)
- Hard Boiled  (1992)
- Hard Target (1993)
- Broken Arrow (1996)
- Face/Off (1997)
- Missió: Impossible II (Mission: Impossible II) (2000)
- Windtalkers (2002)
- Paycheck (2003)
- El penya-segat vermell (Chi bi - Red Cliff) (2008)[1]
- Tres Regnes (2008)
- Silent Night (2023)